# Radjiman Wediodiningrat
Radjiman Wediodiningrat (Yogyakarta, 21 april 1879 – Ngawi, 20 september 1952) was een Indonesisch arts die nauw betrokken was bij de onafhankelijkheid van Indonesië.
Radjiman was lid van Boedi Oetomo. In 1945 werd hij voorzitter van het Onderzoekscomité ter voorbereiding op de Indonesische onafhankelijkheid. Na de atoombommen op Hiroshima en Nagasaki vloog hij met Soekarno en Mohammed Hatta naar Đà Lạt in Frans-Indochina om met Hisaichi Terauchi te overleggen, wat de onafhankelijkheid in een stroomversnelling bracht. Hij was vervolgens ook lid van het Voorbereidend Comité voor de Indonesische Onafhankelijkheid.
Radjiman was later ook nog lid van het Centraal Indonesisch Nationaal Comité (KNIP) en de Volksvertegenwoordigingsraad (DPR, het Indonesische parlement).
In 2013 werd hij vereerd met de titel Nationale held van Indonesië.